# Grand appartement du roi

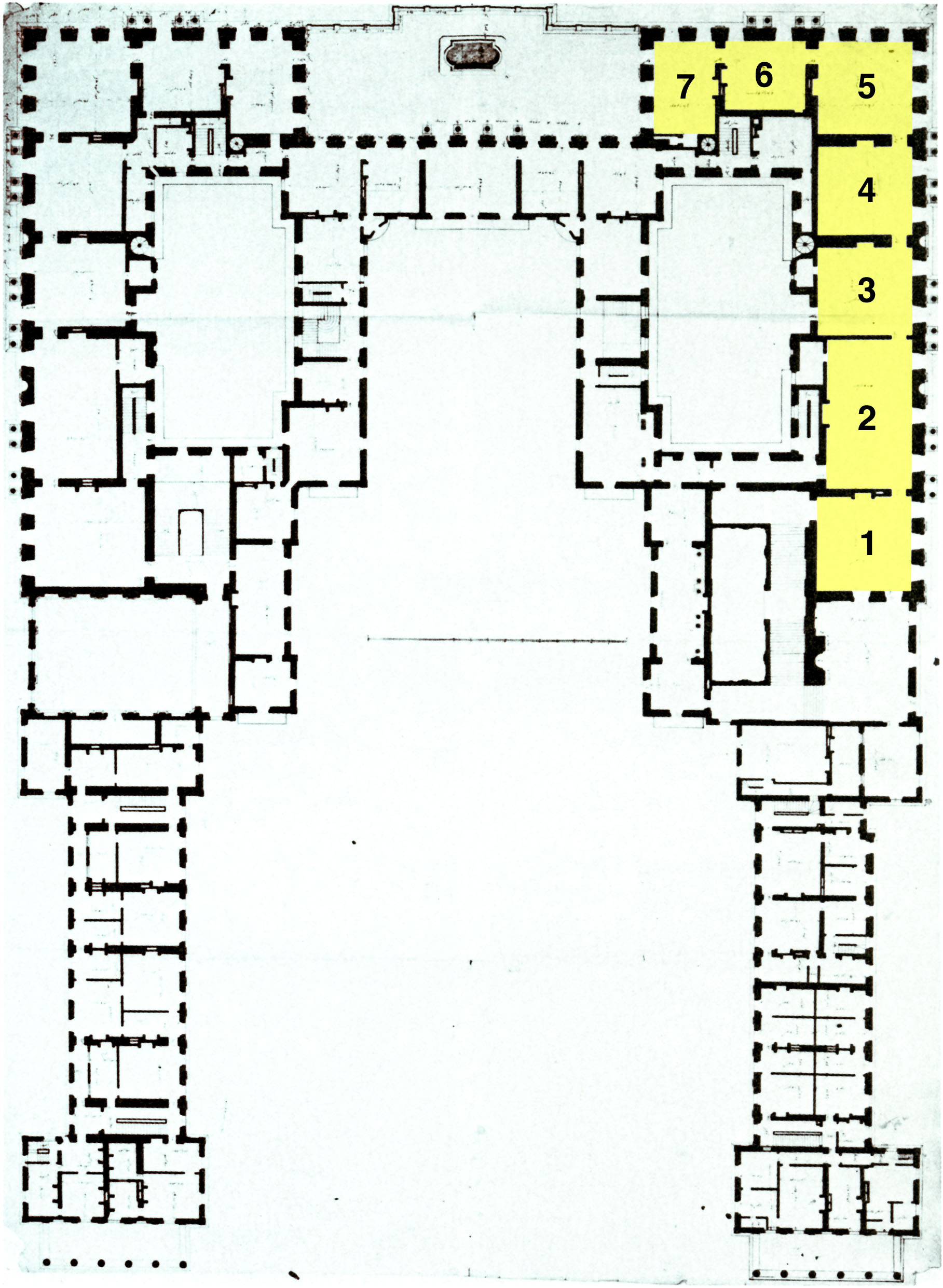
Planta de Versalhes antes da terceira campanha de construção, com o grande apartamento do rei em amarelo

O grand appartement du roi é o grande apartamento do rei do Palácio de Versalhes.
Como resultado do envelope de Louis Le Vau do castelo de Luís XIII, construído como parte da segunda campanha de construção de Luís XIV (1669–1672), o rei e a rainha tinham novos apartamentos na nova adição, conhecida na época como château neuf (palácio novo). Os apartamentos de Estado, que são conhecidos respectivamente como grand appartement du roi e grand appartement de la reine, ocupavam o andar principal ou nobre do château neuf. O projeto de Le Vau para os apartamentos de Estado seguiu de perto os modelos italianos da época, como evidenciado pela colocação dos apartamentos no andar acima do térreo – o piano nobile – uma convenção que o arquiteto emprestou do design de palácios italianos dos séculos XVI e XVII.
O plano de Le Vau previa uma enfilade de sete salas, cada uma dedicada a um dos planetas então conhecidos e sua divindade romana titular associada. O plano de Le Vau era ousado, pois ele projetou um sistema heliocêntrico centrado no salon d'Apollon. O salon d'Apollon foi originalmente projetado como o quarto do rei, mas serviu como sala do trono. A disposição original da enfilade de salas era assim:
1. Salon de Diane (Diana, deusa romana da caça; associada à Lua)[4]
2. Salon de Mars (Marte, deus romano da guerra; associado ao planeta Marte)
3. Salon de Mercure (Mercúrio, deus romano do comércio, do comércio e das Artes Liberais; associado ao planeta Mercúrio)
4. Salon d'Apollon (Apolo, deus romano das Belas Artes; associado ao Sol)
5. Salon de Jupiter (Júpiter, deus romano da lei e da ordem; associado ao planeta Júpiter)
6. Salon de Saturne (Saturno, deus romano da agricultura e da colheita)
7. Salon de Vénus (Vénus, deusa romana do amor; associada ao planeta Vénus)

A configuração do grand appartement du roi estava em conformidade com as convenções contemporâneas no design de palácios. No entanto, devido aos gostos pessoais de Luís XIV o grand appartement du roi foi reservado para funções da corte — como as soirées de apartamento oferecidas três vezes por semana por Luís XIV.
As salas foram decoradas por Charles Le Brun e demonstraram influências italianas (Le Brun conheceu e estudou com o famoso artista toscano Pietro da Cortona, cujo estilo decorativo do Palazzo Pitti em Florença Le Brun adaptou para uso em Versalhes). O estilo quadratura dos tetos evoca a sale dei planeti de Cortona no Pitti, mas o esquema decorativo de Le Brun é mais complexo. Em sua publicação de 1674 sobre o grand appartement du roi, André Félibien descreveu as cenas retratadas nas abóbadas dos tetos das salas como alegorias representando as "ações heroicas do rei". Assim, encontram-se cenas dos feitos de Augusto, Alexandre, o Grande, e Ciro, o Grande aludindo às façanhas de Luís XIV. Por exemplo, no salon d'Apollon, a pintura da abóbada "Augusto construindo o porto de Misenum" alude à construção do porto em La Rochelle; ou, retratado na abóbada sul do salon de Mercure está "Ptolomeu II Filadelfo em sua Biblioteca", que alude à construção da Grande Biblioteca de Alexandria por Ptolomeu e que consequentemente serve como uma alegoria à expansão da Bibliothèque du roi por Luís XIV. Complementando as decorações das salas estavam peças de mobília maciça de prata. Lamentavelmente, devido à Guerra da Liga de Augsburgo, em 1689 Luís XIV ordenou que toda essa mobília de prata fosse enviada à casa da moeda, para ser derretida para ajudar a custear a guerra.

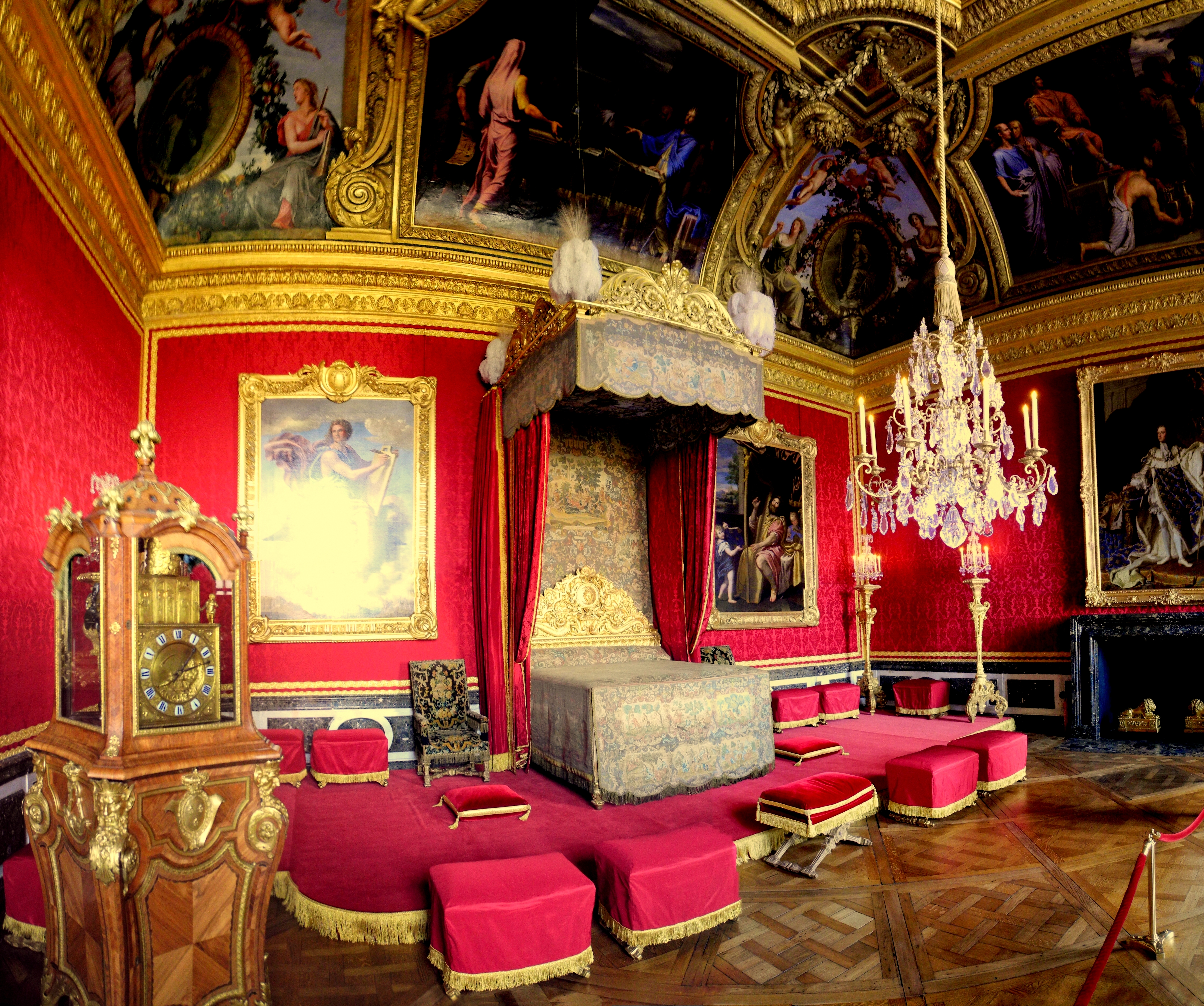
Lit de parade, Salon de Mercúrio. O relógio, de Antoine Morand, foi oferecido a Luís XIV em 1706. É a única peça de mobília do Grande Apartamento que sobreviveu, no entanto o estojo original de marchetaria Boulle foi substituído.
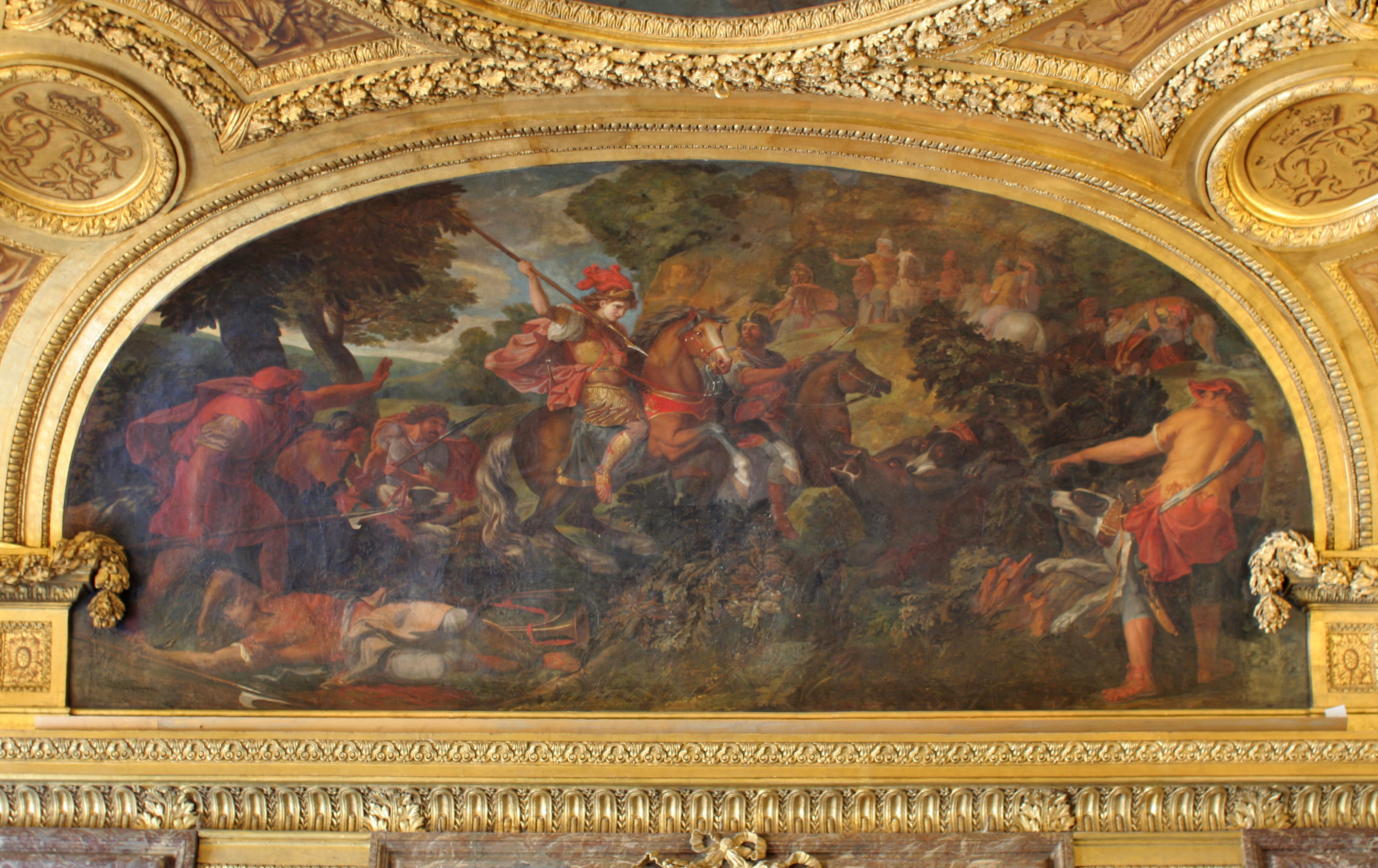
Pintura do imperador persa Ciro, o Grande caçando javali, por Claude Audran II, localizada no Salon de Diane

O plano original de LeVau para o grand appartement du roi foi de curta duração. Com a inauguração da terceira campanha de construção (1678–1684), que suprimiu o terraço ligando os apartamentos do rei e da rainha e os salons de Júpiter, Saturno e Vénus para a construção da Galeria dos Espelhos, a configuração do grand appartement du roi foi alterada. A decoração do salon de Jupiter foi removida e reutilizada na decoração da salle des gardes de la reine; e elementos da decoração do primeiro salon de Vénus, que se abria para o terraço, foram reutilizados no salon de Vénus que vemos hoje.
De 1678 até o fim do reinado de Luís XIV, o grand appartement du roi serviu como local para as recepções noturnas do rei três vezes por semana, conhecidas como les soirées de l'appartement. Para essas festas, as salas assumiam funções específicas:
- Salon de Vénus: mesas de bufê eram dispostas para exibir comida e bebida para os convidados do rei.
- Salon de Diane: servia como sala de bilhar.
- Salon de Mars: servia como salão de baile.
- Salon de Mercure: servia como sala de jogos (cartas).
- Salon d'Apollon: servia como sala de concerto ou música.

No século XVIII, durante o reinado de Luís XV, o grand appartement du roi foi expandido para incluir o salon de l'Abondance — anteriormente o vestíbulo de entrada do petit appartement du roi — e o salon d'Hercule — ocupando o nível da tribuna da antiga capela do castelo.

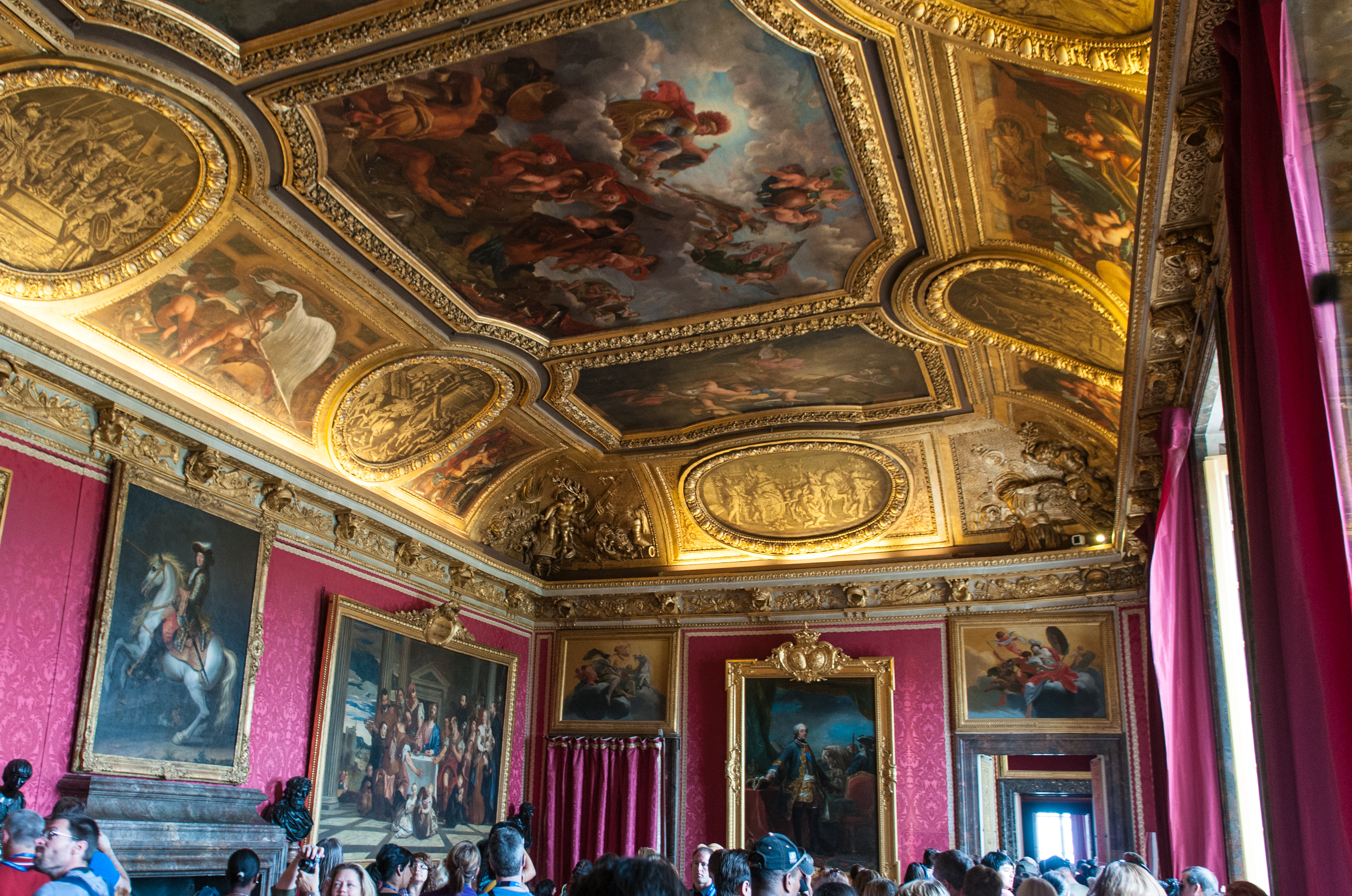
Salon de Mars
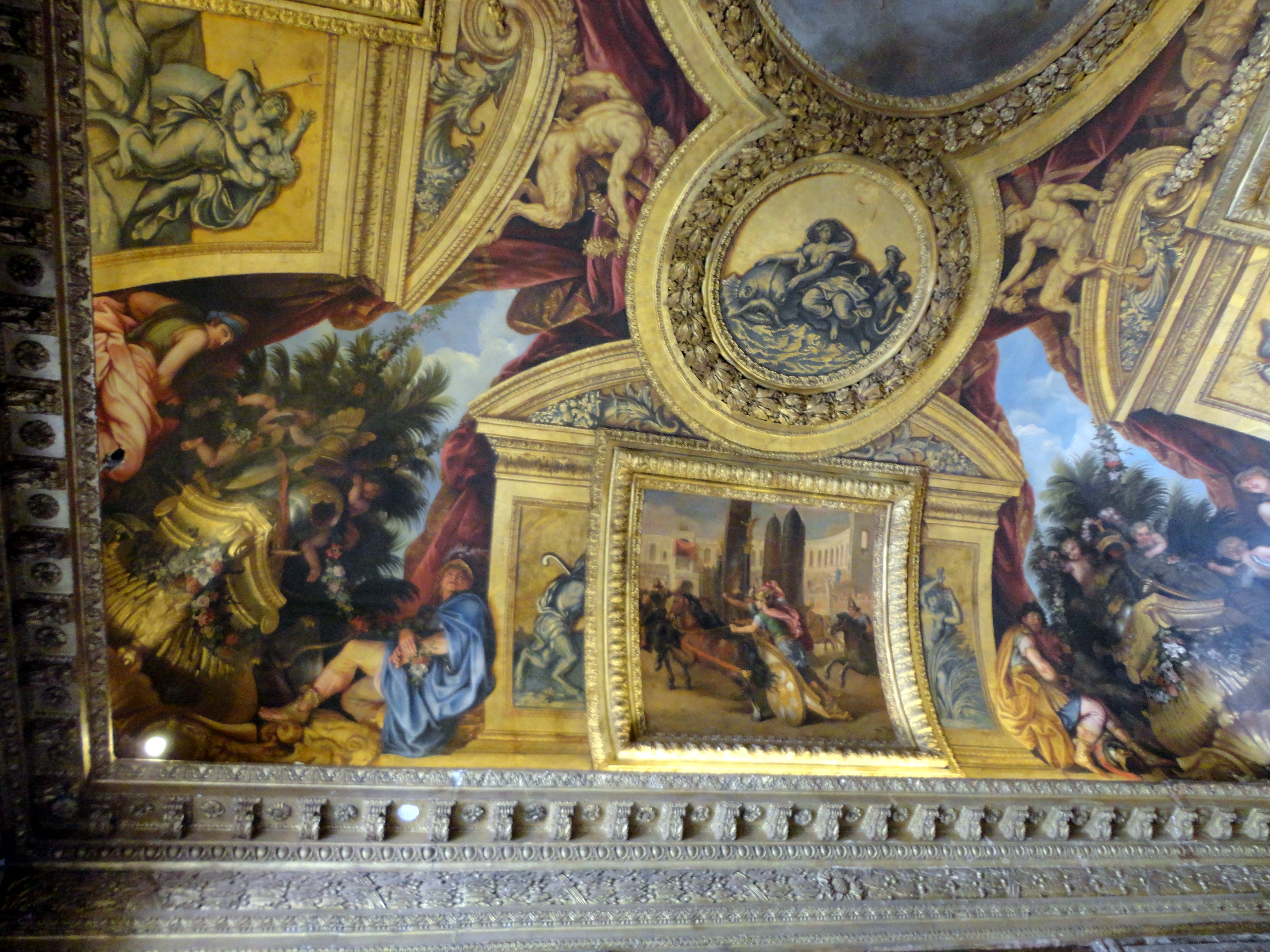
Teto no Salon de Vénus